# Christian Victor af Slesvig-Holsten-Sønderborg-Augustenborg
Christian Victor af Slesvig-Holsten-Sønderborg-Augustenborg (født 14. april 1867, død 29. oktober 1900) var en augustenborgsk prins, der blev britisk officer. 
Christian Victor var søn af prins Christian af Slesvig-Holsten-Sønderborg-Augustenborg og prinsesse Helena af Storbritannien, datter af dronning Victoria.